# Regno d'Italia (1805-1814)
Il Regno napoleonico d'Italia, ufficialmente Regno d'Italia ed erroneamente definito Regno Italico dalla storiografia sabauda, fu uno Stato fondato da Napoleone Bonaparte nel 1805, quando questi, già Imperatore dei francesi, si fece incoronare anche re d'Italia.
Il regno sostituiva la previgente Repubblica Italiana: comprendeva così buona parte dell'Italia settentrionale e parte di quella centrale e aveva come capitale Milano, ma non sopravvisse alla caduta di Napoleone, disciogliendosi nel 1814.
Il Regno napoleonico d'Italia è considerato dalla storica anglo-italiana Jessie White l'embrione dello Stato unitario italiano che si costituirà poi nel 1861.

## Storia

### Nascita

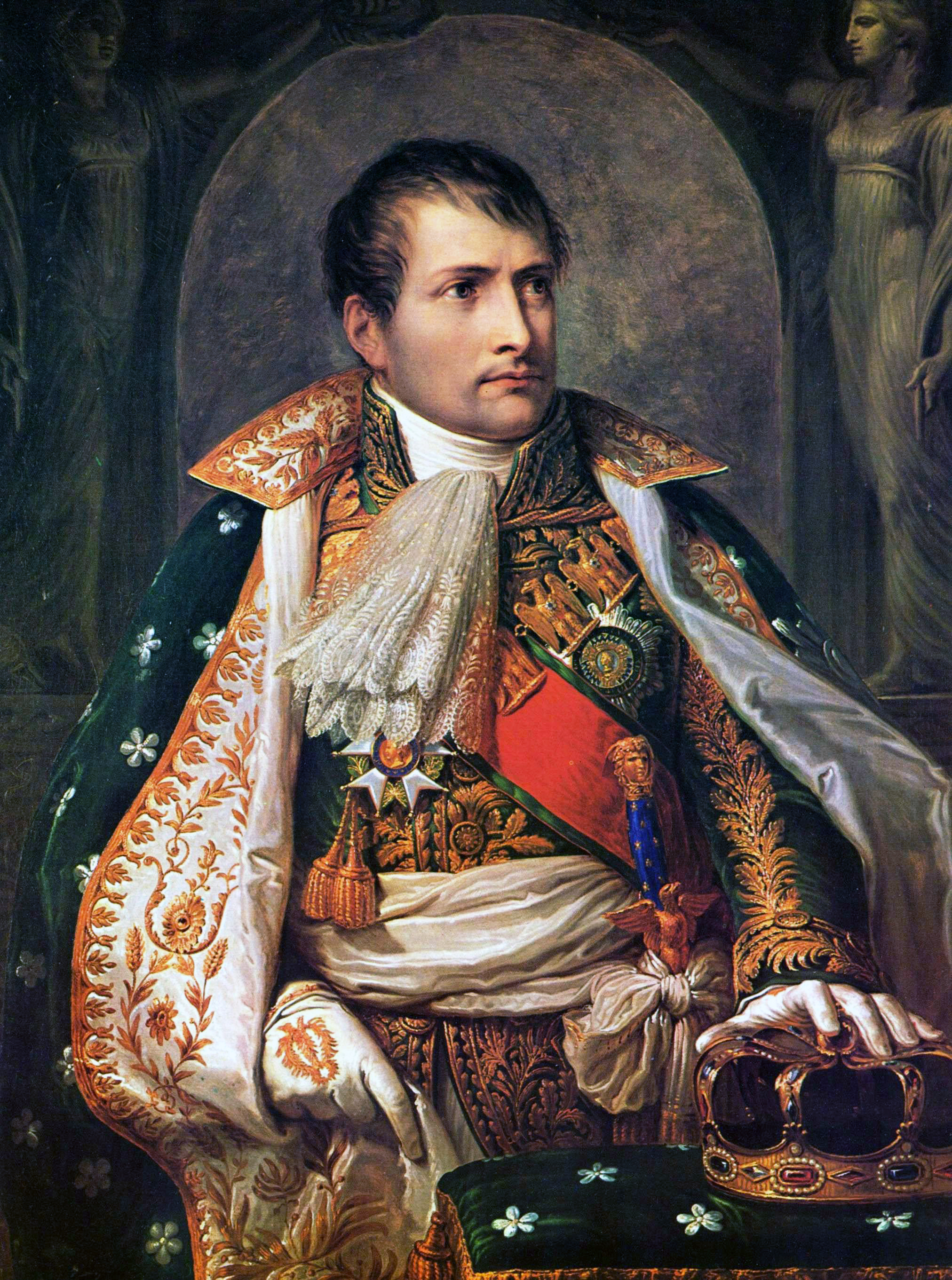
Napoleone Bonaparte Re d'Italia
Andrea Appiani, 1805
Kunsthistorisches Museum, Vienna

Il Regno d'Italia fu creato il 17 marzo 1805 e, il 26 maggio, Napoleone ne fu incoronato re. Dopo essersi fatto proclamare dal Senato conservatore "Imperatore dei francesi", Napoleone trasformò la precedente Repubblica Italiana in Regno d'Italia, proclamandosi suo re. L'incoronazione di Napoleone Re d'Italia avvenne il 26 maggio 1805 nel Duomo di Milano, utilizzando l'antica corona ferrea dei sovrani longobardi, da sempre custodita nel Duomo di Monza; in quell'occasione avrebbe pronunciato la famosa frase "Dio me l'ha data, guai a chi la tocca".
Il 5 giugno Eugenio di Beauharnais, figlio di prime nozze della moglie di Napoleone Giuseppina, fu nominato viceré d'Italia; Bonaparte si fidava ciecamente di lui ed era sicuro di non doverne temere il perseguimento di obiettivi politici propri; il viceré stabilì la propria residenza nella Villa Reale di Monza.
Con la pace di Presburgo del 26 dicembre 1805 l'Impero austriaco rinunciò alla Provincia Veneta, che fu quindi unita al Regno d'Italia. Al contempo l'imperatore decise di aggregare Lunigiana e Garfagnana al principato della sorella Elisa Bonaparte. Il Ducato di Guastalla dell'altra sorella Paolina Bonaparte fu di contro annesso al Regno. Con la convenzione di Fontainebleau, stabilita il 10 ottobre 1807, il Regno napoleonico d'Italia cedette Monfalcone all'Austria, ottenendo in cambio la città di Gradisca e spostando così il confine con l'Austria lungo il fiume Isonzo.
Il Regno napoleonico d'Italia includeva così fin dal 1806 tutti i territori adriatici della Repubblica di Venezia, ossia anche l'Istria e la Dalmazia. Nel 1808 il generale Marmont vi annesse anche il territorio della Repubblica di Ragusa: per quasi due anni Ragusa fece parte politicamente dell'Italia e, per decreto del governatore Vincenzo Dandolo, la lingua italiana – già utilizzata nei secoli precedenti assieme al latino – vi divenne ufficiale nell'amministrazione e nelle scuole, come in tutta la Dalmazia.
A seguito del trattato di Schönbrunn del 1809, Napoleone ottenne l'acquisizione dell'Alto Adige: contemporaneamente furono separati dal Regno d'Italia i territori di Istria, Dalmazia e delle Bocche di Cattaro (oltre all'ex Repubblica di Ragusa, da poco inserita) per formare, unendovi anche Gorizia e Trieste tolte all'Austria, le Province Illiriche, un governatorato dell'impero con capoluogo la slovena Lubiana.
Il viceré Eugenio di Beauharnais si oppose fermamente, ma inutilmente, alla cessione dell'Istria e Dalmazia alle Province Illiriche. La perdita di Istria e Dalmazia in favore dell'Impero francese provocò un danno anche economico al giovane Regno.
Come compensazione, tuttavia, il regno ottenne il Trentino e l'Alto Adige; il Regno d'Italia, agli inizi del 1810, contava quindi 24 dipartimenti.

### Istituzioni

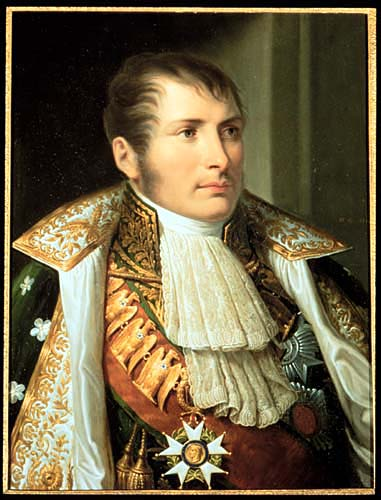
Eugenio di Beauharnais viceré d'Italia
Andrea Appiani, 1805
Castello di Malmaison

L'organo centrale del Regno d'Italia era il Consiglio di Stato, costituito con Decreto Reale 9 maggio 1805, mentre con il terzo Statuto Costituzionale, emanato il successivo 5 giugno, ne furono delineate l'organizzazione e le competenze.
Il Consiglio, presieduto dal Re o, in sua assenza, da un Grande Ufficiale della Corona, era l'insieme di tutti gli alti funzionari e l'incontro di tutte le competenze, la sua voce rimaneva tuttavia unicamente consultiva, mentre il potere esecutivo era saldamente nelle mani del sovrano.
In base al testo di legge istitutivo, il Consiglio doveva essere composto da trentacinque membri scelti e nominati dal Re, tra i quali figuravano di diritto i Grandi Ufficiali della Corona, vale a dire il cancelliere guardasigilli Francesco Melzi d'Eril, il grande elemosiniere e arcivescovo di Ravenna Antonio Codronchi, il gran maggiordomo maggiore Giuseppe Fenaroli Avogadro, il gran ciambellano Antonio Litta Visconti Arese e il grande scudiere Carlo Montecuccoli Caprara; erano chiamati a farne parte inoltre i ministri, i membri della Consulta di Stato e quelli del consiglio legislativo. L'organo fu ripartito in cinque sezioni: giustizia, finanza, guerra, interno e culto, alle quali appartenevano tutti i membri, a eccezione dei Grandi Ufficiali della Corona e dei ministri. Come segretario venne designato Giuseppe Compagnoni. Ministro della Giustizia fu Giuseppe Luosi, primo promotore della codificazione del diritto in Italia.
Del Consiglio di Stato, dotato di un segretario generale e di alcuni sostituti, facevano parte anche gli stessi ministri, che potevano inoltre partecipare alle sedute dei tre consigli degli otto consultori, dei dodici legislatori e dei quindici uditori, quando fossero in trattazione oggetti riguardanti i loro dipartimenti. Il Consiglio di Stato fu dichiarato cessato con proclama del commissario plenipotenziario austriaco conte di Bellegarde del 25 maggio 1814.
Il Ministero dell'interno fu affidato il 16 gennaio 1806 a Ludovico Arborio di Breme. La sua gestione fu ritoccata con le direzioni della polizia, dei comuni, delle scuole e lavori pubblici, della beneficenza.
Il Ministero della guerra fu affidato al generale Augusto Caffarelli.

### La Guardia Reale Italiana

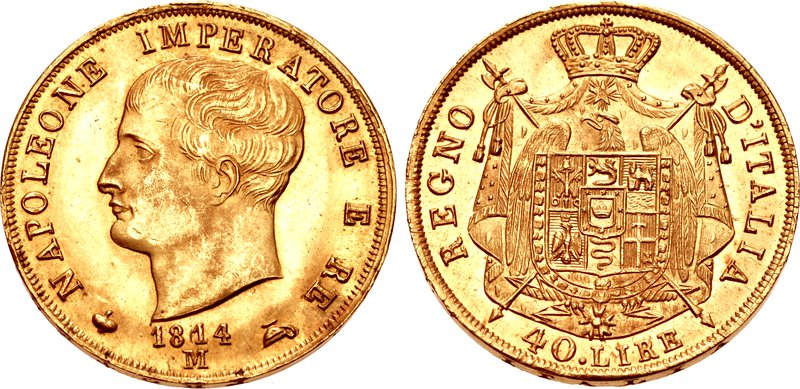
Esempio di lira italiana napoleonica: moneta da 40 lire

Per iniziativa del Ministro della Guerra, il 17 luglio 1805, dopo la proclamazione del Regno d'Italia, le guardie d'Onore cittadine furono sciolte al fine di istituire la Guardia Reale Italiana nei territori del nuovo Regno d'Italia.
La Guardia Reale Italiana, armata con moschetto Charleville del 1777, fu costituita da 6 reggimenti di fanteria di linea, 3 reggimenti di fanteria leggera, un reggimento di fanteria dalmata, 2 reggimenti di dragoni e 2 reggimenti di cacciatori a cavallo.
Il piccolo contingente del Regno d'Italia inizialmente operò solamente in Italia insieme alle truppe francesi del maresciallo Andrea Massena.
Un contingente di truppe italiane della Guardia Reale Italiana, al comando di Giuseppe Lechi partecipò alle guerre napoleoniche. Nel dicembre 1805 alcuni reparti parteciparono alla battaglia di Austerlitz. Nel 1808 alla Guerra d'indipendenza spagnola conquistando Barcellona. Nel 1809 sulle Alpi, la Guardia Reale Italiana al comando del viceré Eugenio di Beauharnais partecipò anche alla campagna contro l'Austria che aveva aderito alla Quinta coalizione e nel 1812 alla Campagna di Russia.

### Caduta
Il Regno d'Italia cessò di esistere nel 1814, con la fine del periodo napoleonico: il 6 aprile 1814 Napoleone si disse pronto ad abdicare, atto che fu formalizzato il giorno 11. Il giorno 16 il Beauharnais comunicava di avere concluso anch'egli un armistizio con il feldmaresciallo austriaco Heinrich Johann Bellegarde, anche se sperava che il suo trono potesse essere salvato dalla disfatta napoleonica.
Dopo i disordini milanesi del 20 aprile, con il linciaggio del ministro delle finanze Giuseppe Prina ad opera della folla inferocita, Beauharnais capì tuttavia di non avere l'appoggio della popolazione. La gente lo identificava infatti con i detestati francesi e, così, il 26 aprile abdicò, lasciando il giorno successivo l'Italia per ritirarsi in esilio in Baviera presso i suoceri. Aveva così fine il Regno napoleonico d'Italia, ma la restaurazione diede ad Eugenio di Beauharnais, auspice lo Zar di Russia, un cospicuo appannaggio nelle Marche: 2 300 tenute agricole e 137 palazzi urbani che erano stati espropriati durante il periodo napoleonico allo Stato della Chiesa. Il 25 maggio, assumendo la presidenza della Reggenza del governo provvisorio, Bellegarde proclamava a Milano la cessazione anche legale del Regno.

## Suddivisioni

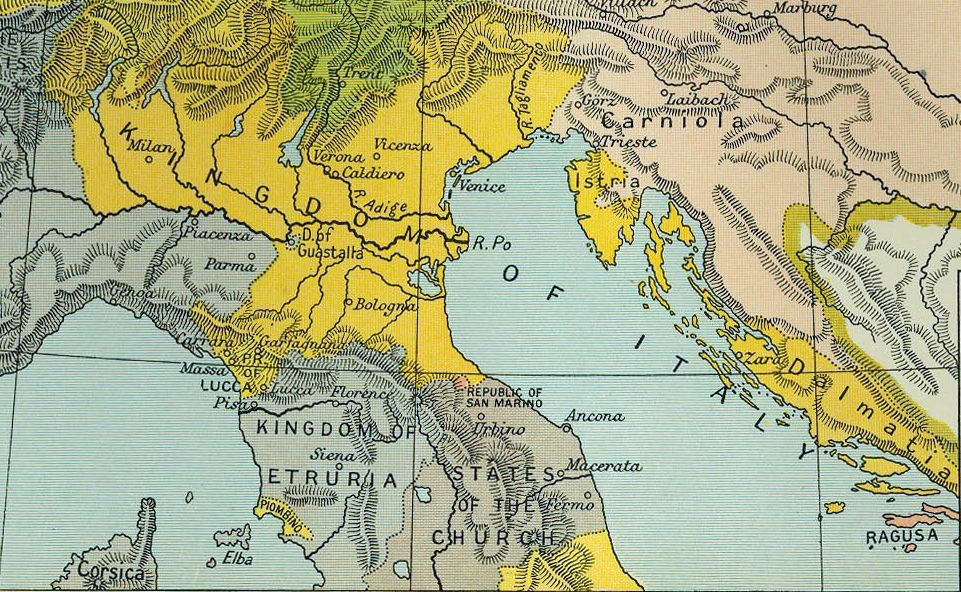
Il Regno d'Italia nel 1807, quando includeva anche l'Istria e la Dalmazia anteriormente veneziane. La Repubblica di Ragusa venne annessa nella primavera del 1808 dal generale Marmont: fu l'unica volta nella storia moderna che Ragusa di Dalmazia venne annessa all'Italia.

Il decreto sull'amministrazione pubblica dell'8 giugno 1805 regolò gli enti locali del Regno. Il governo dei dipartimenti fu affidato unicamente ai prefetti coi loro consigli di prefettura, sciogliendo le amministrazioni centrali repubblicane. Veniva invece confermata la rappresentanza oligarchica dei consigli generali di 30 o 40 membri. Le viceprefetture, su cui nel precedente quinquennio c'era stata molta indecisione, vennero definitivamente riattivate col nuovo nome di distretti, affiancandole da consigli distrettuali di 11 membri. I vecchi distretti invece vennero ribattezzati cantoni e limitati agli ambiti dei giudici di pace e dei cancellieri del censo. I comuni furono finalmente tutti dotati di una municipalità e di un consiglio comunale, la cui numerosità era individuata da tre soglie. Nei grandi e medi comuni c'era un podestà nominato dal re per tre anni con sei o quattro savi ad assisterlo, i piccoli comuni avevano un sindaco annuale con due anziani, tutti scelti dal prefetto fra i cittadini più ricchi. In generale, tutti gli amministratori erano nominati dall'alto.
Nel 1806 i territori del Regno d'Italia furono suddivisi in sei Divisioni Territoriali Militari, con comando a Milano, Brescia, Mantova, Ancona, Venezia e Bologna.
Il napoleonico Regno d'Italia, direttamente derivato dalla napoleonica Repubblica Italiana, fu oggetto di numerose modifiche nelle sue suddivisioni. Questo a causa dell'instabilità delle sue frontiere, che arrivarono per qualche anno fino a Cattaro (nell'attuale Montenegro). L'ultima modifica avvenne nel maggio 1810.

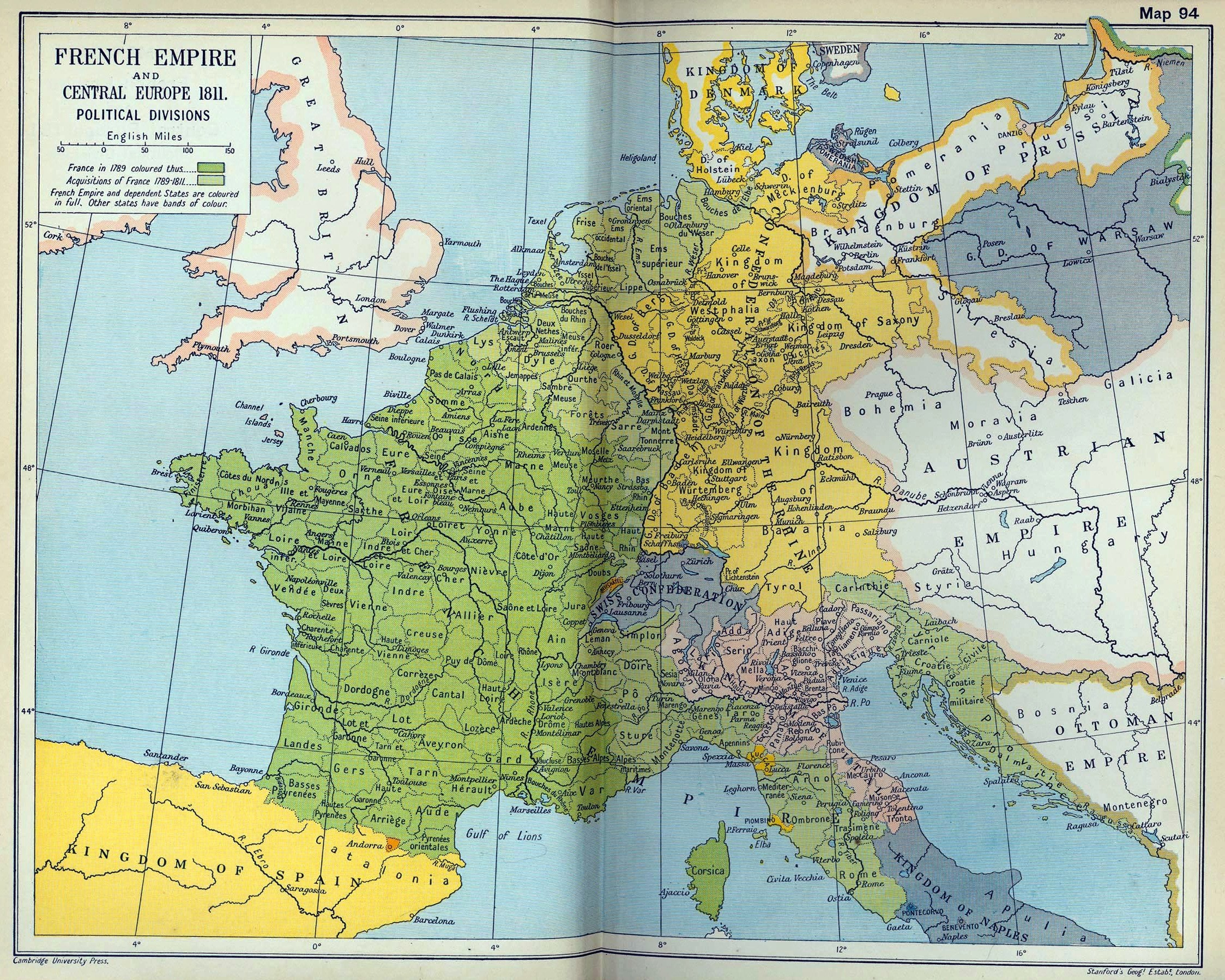
Dipartimenti del Regno d'Italia nel 1811 in viola

Al massimo della sua estensione nella penisola italiana, nel 1812, il Regno d'Italia contava 24 dipartimenti:
- Adda, capoluogo: Sondrio
- Adige, capoluogo: Verona
- Adriatico, capoluogo: Venezia
- Agogna, capoluogo: Novara
- Alto Adige, capoluogo: Trento
- Alto Po, capoluogo: Cremona
- Bacchiglione, capoluogo: Vicenza
- Basso Po, capoluogo: Ferrara
- Brenta, capoluogo: Padova
- Crostolo, capoluogo: Reggio Emilia
- Lario, capoluogo: Como
- Mella, capoluogo: Brescia
- Metauro, capoluogo: Ancona
- Mincio, capoluogo: Mantova
- Musone, capoluogo: Macerata
- Olona, capoluogo: Milano
- Panaro, capoluogo: Modena
- Passariano, capoluogo: Udine
- Piave, capoluogo: Belluno
- Reno, capoluogo: Bologna
- Rubicone, capoluogo: Forlì
- Serio, capoluogo: Bergamo
- Tagliamento, capoluogo: Treviso
- Tronto, capoluogo: Fermo

## Nuovi pesi e misure
Ecco una prima applicazione del nuovo sistema metrico decimale, secondo una lettera pervenuta a Padova:
"Regno d'Italia 30 ottobre 1810 - Col primo del venturo gennaio 1811 è attivata per tutte le Amministrazioni di Finanza la legge 27 ottobre 1803 che stabilisce uniformità di Misure e di pesi in tutto lo Stato. La diecimilionesima parte del quarto Meridiano terrestre costituisce la nuova unità di misura lineare. Essa chiamasi Metro. Il Metro è la base d'ogni misura e peso. Il Metro si divide in dieci Palmi. Il Palmo in dieci Diti. Il Dito in dieci Atomi. Mille Metri determinano la lunghezza del nuovo Miglio.
L'unità di misura superficiale è il Metro quadrato. Il Metro quadrato contiene cento Palmi quadrati. Il Palmo quadrato cento Diti quadrati. Il Dito quadrato cento Atomi quadrati. Un quadrato di cento metri di lato costituisce la nuova misura dei terreni che si chiama Tornatura. La Tornatura si divide in cento parti eguali che diconsi Tavole. Ciascuna di queste è un quadrato di dieci metri.
Il Metro cubico è l'unità di misura dei solidi. Esso contiene mille Palmi cubici; il Palmo cubico mille Diti cubici, il Dito cubico mille Atomi cubici. La decima parte del Metro cubico è l'unità di misura della capacità. La medesima serve egualmente per grani e pei liquidi; essa si chiana Soma. La Soma si divide in dieci parti uguali dette Mine; le Mine in Dieci Pinte; la Pinta in dieci Coppi.
La nuova misura di Peso si chiama Libbra. Essa è costituita del peso di un Palmo cubico ossia di una Pinta di acqua distillata, e al grado della massima densità pesata nel vuoto. La Libbra si divide in dieci parti eguali che diconsi Oncie. L'Oncia in dieci Grossi; il Grosso in dieci Denari; il Denaro in dieci Grani. Dieci Libbre fanno un Rubbio; dieci Rubbi un Centinajo [...] 12 Once = i Braccio da panno e di seta; 840 Tavole fanno un campo; 4 Quartieri fanno uno Staro; 12 Stara fanno un Moggio; 12 Bozze fanno un Mastello."

## Citazioni
(François-René de Chateaubriand, Mémoires d'Outre-Tombe, Tomo 2 Libro L14 capitolo 7.)